# Hans-Joachim Osterrath
Hans-Joachim Osterrath (* 5. Februar 1915 in Marburg; † 2. September 2000) war ein deutscher Unternehmer und Landrat des Kreises Wittgenstein.

## Leben und Wirken

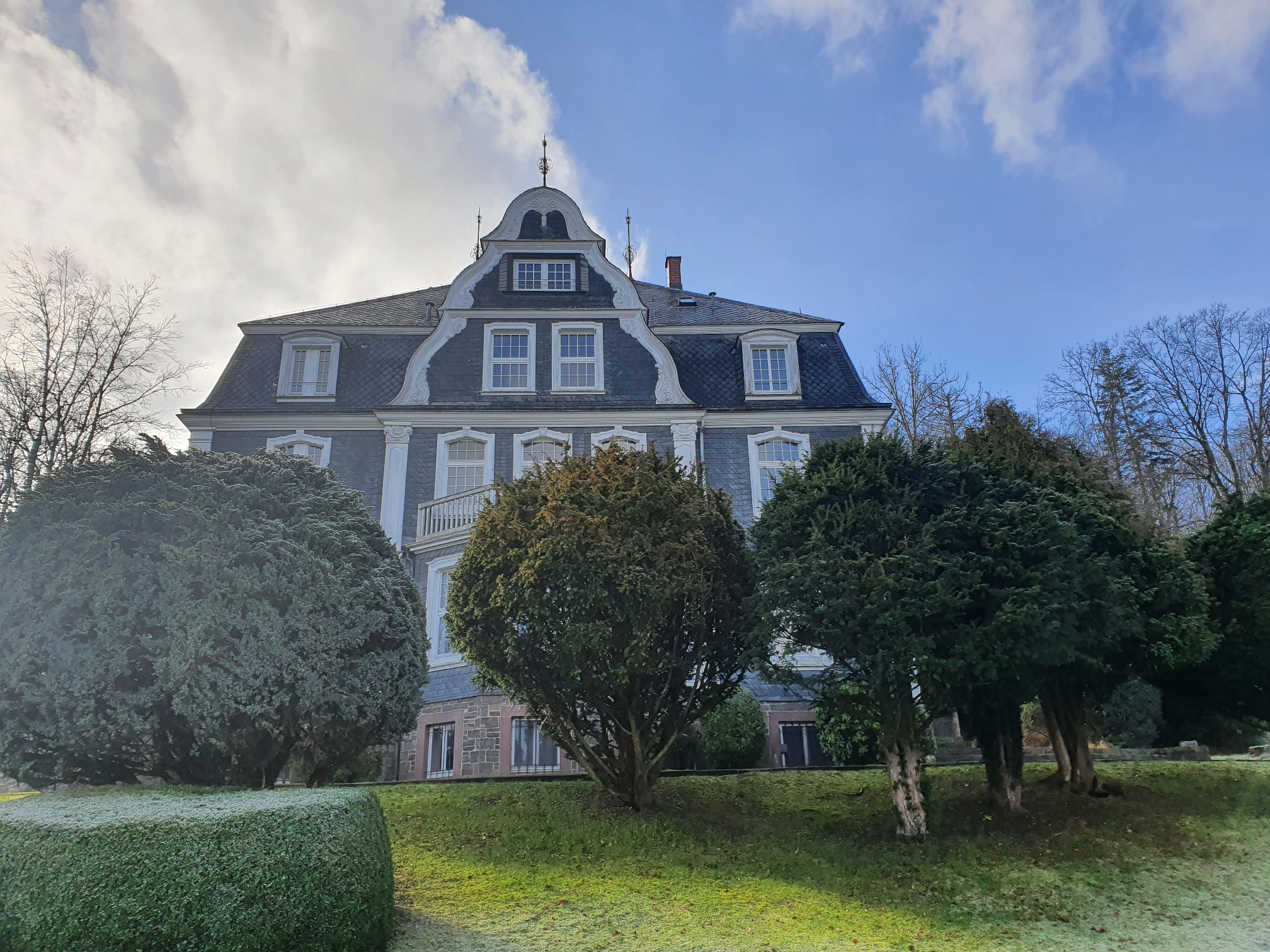
Ehem. Villa Osterrath, erbaut 1910.

Osterrath wurde als zweiter Sohn des aus Barmen stammenden Unternehmers Johann Paul Osterrath (* 1877) und dessen Laaspher Ehefrau Antonie geb. Schuppert (* 1887) geboren. Sein Großvater Johannes Osterrath hatte in Barmen 1850 eine Metallwarenfabrik gegründet, die um die Jahrhundertwende durch Feuer vernichtet wurde. Der Vater verlegte am 15. September 1902 die Firma Johannes Osterrath nach Saßmannshausen, nachdem er die Möglichkeit erkannte, die brachliegende Wasserkraft der zur Gemarkung Bermershausen gehörenden Wahlbachsmühle an der Lahn zu nutzen. Nach der Errichtung der Fabrik im Kreis Wittgenstein wurden leitende Mitarbeiter und Schlüsselkräfte, für die man in Firmennähe mehrere Wohnhäuser baute, am neuen Standort weiterbeschäftigt. 1910 erfolgte der Bau einer Villa im bergischen Stil am Stadtrand von Laasphe. Hans-Joachim Osterrath wuchs in Laasphe auf und studierte 1933 bis 1934 Wirtschaftswissenschaften an der Universität in Montpellier. 1934 bis 1935 leistete er seinen Dienst bei der Reichswehr und arbeitete von 1936 bis 1938 als Exportkaufmann in Halle (Saale) und Frankenthal. 1939 bis 1942 war er als Prokurist in der väterlichen Firma in Saßmannshausen tätig. Ab 1942 wurde er zum Kriegsdienst eingezogen und kehrte sechs Jahre später aus der Gefangenschaft zurück.
Er trat zum 1. Dezember 1933 in die NSDAP ein (Mitgliedsnummer 1.850.887). Osterrath wurde 1949 von einem Spruchgericht der britischen Militärregierung entnazifiziert und galt als entlastet (Stufe V).
Von 1948 an war Osterrath geschäftsführender Mitinhaber der Metallwarenfabriken Osterrath KG.
Osterrath engagierte sich nach seiner Heimkehr politisch und trat in die FDP ein. Er gehörte von November 1952 bis Dezember 1960 dem Kreistag des Landkreises Wittgenstein an. Daneben war er Mitglied in Gremien des Landkreistages NRW und dort von 1954 bis 1958 im Vorstand tätig.
Vom 20. November 1952 bis 14. November 1958 war Osterrath Landrat des Kreises Wittgenstein, bis er wegen fraktionsinterner Differenzen zurücktrat. Hiernach widmete er sich wieder ausschließlich dem Familienunternehmen, dessen Mitinhaber er bis 1999 blieb.

## Familie
Hans-Joachim Osterrath war seit 1951 mit der aus Frankreich stammenden Schriftstellerin und Malerin Jacqueline Osterrath geb. Clatin (1922–2007) verheiratet, die als Übersetzerin vieler Science-Fiction-Heftromane (vornehmlich Perry Rhodan) in die französische Sprache bekannt war und auch eigene Romane dieser Gattung schrieb. Hans-Joachim Osterrath starb am 2. September 2000 im Alter von 85 Jahren.